# Carathis klagesi
Carathis klagesi är en fjärilsart som beskrevs av Rothschild 1909. Carathis klagesi ingår i släktet Carathis och familjen björnspinnare. Inga underarter finns listade i Catalogue of Life.